# Драчово (Митищинський міський округ)
Драчо́во (рос. Драчёво) — присілок у складі Митищинського міського округу Московської області, Росія.

## Населення
Населення — 27 осіб (2010; 17 у 2002).
Національний склад (станом на 2002 рік):
- росіяни — 100 %